# Миго, Дидье
Дидье Миго (фр. Didier Migaud; род. 6 июня 1952, Сен-Семфорьян) — французский юрист и политик, министр юстиции Франции (2024).

## Биография
Родился 6 июня 1952 года, провёл детство в Шато-Шинон (департамент Ньевр). Отец Дидье Миго был нотариусом, мать — логопедом (его брат стал врачом, сестра — логопедом).
Получил высшее юридическое образование в Институте политических исследований в Лионе, с 1976 по 1985 год преподавал там.
С 1988 по 2010 год являлся депутатом-социалистом Национального собрания от департамента Изер (с 2007 по 2010 год возглавлял Финансовую комиссию). В феврале 2010 года президент Саркози назначил Миго председателем Счётной палаты Франции, в январе 2020 года возглавил Верховную администрацию по обеспечению прозрачности общественной жизни.
21 сентября 2024 года получил портфель министра юстиции при формировании правительства Барнье.
23 декабря 2024 года было сформировано правительство Байру, в котором Миго не получил никакого назначения.